# Dysdera littoralis
Dysdera littoralis este o specie de păianjeni din genul Dysdera, familia Dysderidae, descrisă de Denis în anul 1962.
Este endemică în Morocco. Conform Catalogue of Life specia Dysdera littoralis nu are subspecii cunoscute.